# Forever Love
"Forever Love" é o décimo terceiro single do grupo musical japonês X Japan, gravado em 1996. O single foi relançado várias vezes, inclusive depois do fim da banda e da morte do guitarrista hide (em cujo funeral a canção foi tocada pela banda). Alcançou a primeira colocação da Oricon.
Em 2001, a canção foi utilizada em vários comerciais do Partido Liberal Democrata do Japão. Junichiro Koizumi, membro do partido e na época Primeiro-ministro do Japão disse gostar de X Japan.
A canção apareceu na trilha sonora do filme japonês de animação X, baseado no mangá homônimo.

## Faixas
Todas as faixas escritas e compostas por Yoshiki.

### Lançamento original
| N.º | Título                          | Duração |  |
| 1.  | "Forever Love" (Amor eterno)    | 8:41    |  |
| 2.  | "Forever Love (versão karaokê)" | 8:38    |  |

### Relançamento de 1997
| N.º | Título                                  | Duração |  |
| 1.  | "Forever Love (Last Mix)" (Amor eterno) | 8:31    |  |
| 2.  | "Longing (Bootleg)"                     | 7:56    |  |

### Relançamento de 2001
| N.º | Título                           | Duração |  |
| 1.  | "Forever Love" (Amor eterno)     | 8:41    |  |
| 2.  | "Forever Love (ao vivo)"         | 8:06    |  |
| 3.  | "Forever Love (versão acústica)" | 7:55    |  |
| 4.  | "Forever Love (Last Mix)"        | 8:31    |  |